# Wendelinuskapelle (Winterscheid)

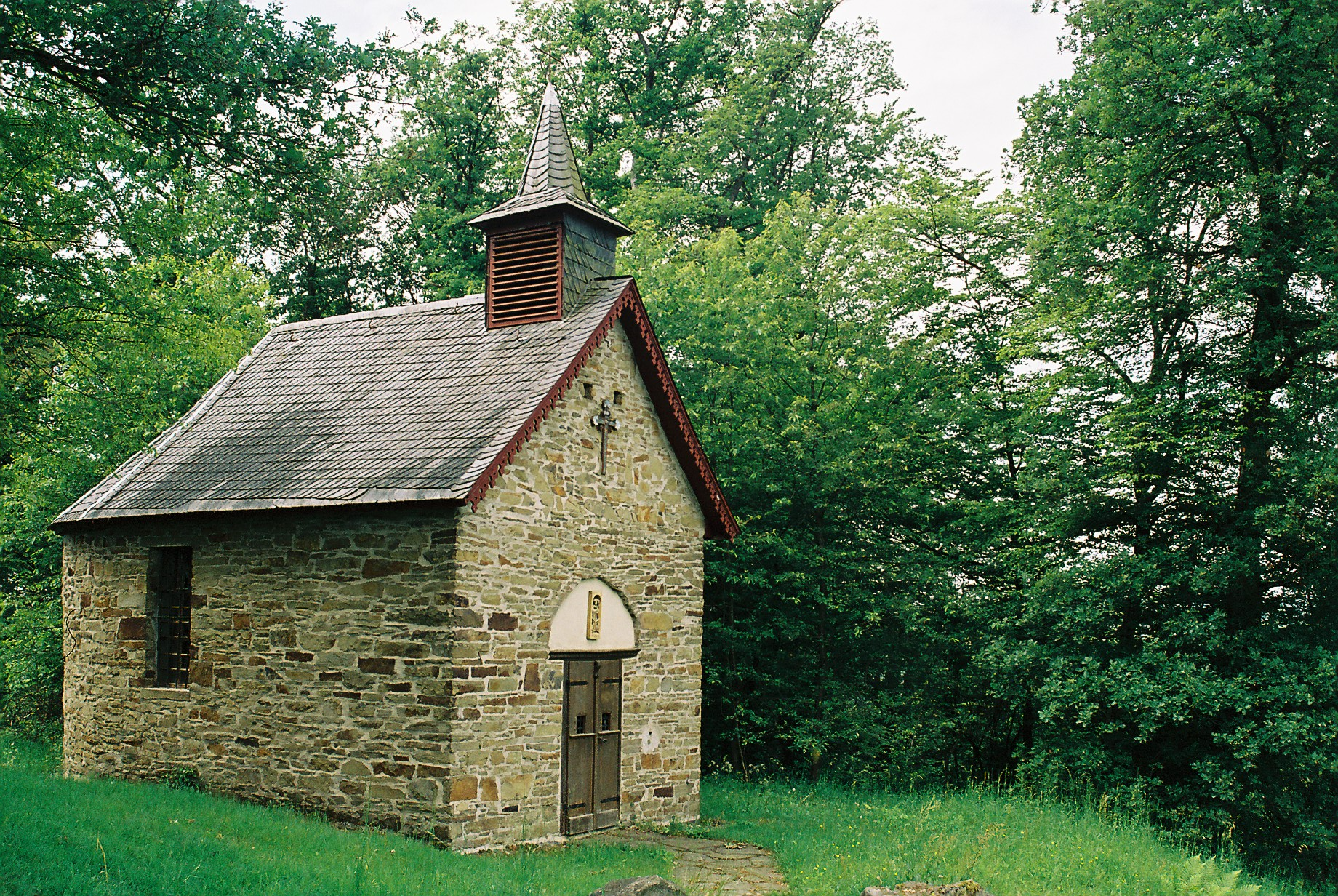
Wendelinuskapelle

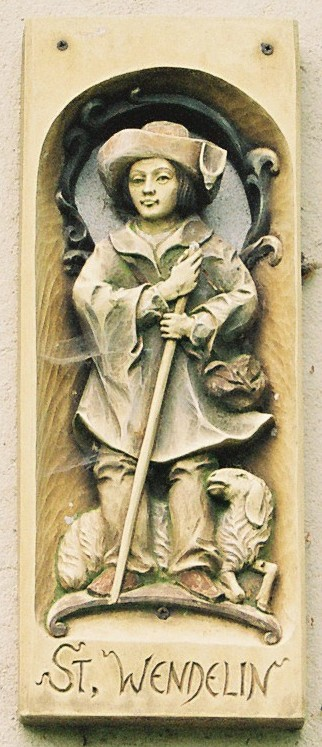
Detail der Kapelle – der Heilige Wendelin

Die Wendelinuskapelle ist eine Kapelle im Ortsteil Winterscheid der Gemeinde Ruppichteroth. Sie ist nach dem Heiligen Wendelin benannt.

## Geschichte
1805/06 errichtete an dieser Stelle der Schreiner und Bildschnitzer Peter Richarz (1743–1816) aus Winterscheiderbröl auf eigene Kosten ein Heiligenhäuschen, das Wendelin gewidmet war. Das kleine Kapellchen stand auf Kirchenland und wurde schnell zum Pilgerziel der örtlichen Landbevölkerung.
Nach dem Tode Richarz’ übernahm die Familie des Franz Syberz, ebenfalls aus Winterscheiderbröl, die Unterhaltung des Gebäudes. Dessen Witwe Maria Elisabeth ließ das Kapellchen 1840, wohl weil es die zahlreicher gewordenen Pilger nicht mehr aufnehmen konnte, abreißen und wenige Meter abseits die größere, heute noch vorhandene Wendelinuskapelle aus Bruchsteinmauerwerk errichten.
Da die Witwe Syberz jedoch weder für den Abriss, noch den Neubau und schon gar nicht für die Aufstellung von zwei Opferstöcken, deren Erträge sie seit Jahren für sich vereinnahmte, eine kirchliche Genehmigung eingeholt hatte, entbrannte ein längerer Rechtsstreit über das Eigentum an der neuen Kapelle. 1843 ging es nach einer Entscheidung des Erzbischöflichen Generalvikariats entschädigungslos auf die Kirchengemeinde über. Witwe Syberz sei durch die langjährigen Einnahmen aus den Opferstöcken ausreichend für die Baukosten schadlos gestellt.
1877 fertigte der Glockengießer Christian Claren aus Sieglar ein Glöckchen für die Kapelle an, 1886 wurde sie mit einem neuen Plattenfußboden und Bänken ausgestattet, 1887 durch den Kunstmaler Robert Rosenthal ausgemalt und 1889 mit Hilfe eines anonymen Spenders aus Amerika, vielleicht des Pfarrers Heinrich Stommel, mit einem Schieferdach versehen.
Im Jahre 1895 ließ der Rendant B. Walterscheid einen Altarstein errichten und spendete ein Terrakottabild mit Christus, am Grab ruhend. Das Jahr 1951 sah wiederum eine Erneuerung des Daches. Um 1975 wurde die Kapelle geplündert und das Bild sowie die Statue des heiligen Wendelinus entwendet. Im Wesentlichen entspricht das heutige Interieur der Ausstattung von 1843.
Die Kapelle ist unter der lfd. Nr. 58 in die Baudenkmalliste der Gemeinde Ruppichteroth eingetragen.